# Erich Klose
Erich Klose (* 23. Februar 1926 in Oppeln, Oberschlesien; † 20. Juli 2019 in Minden) war ein deutscher Handballspieler und -trainer. In den 1960er und 1970er Jahren war er maßgeblich an den Erfolgen des TSV Grün-Weiß Dankersen und des TuS Nettelstedt beteiligt.

## Laufbahn
Nach dem Zweiten Weltkrieg blieb der gebürtige Oberschlesier in Minden, da er auf einem dortigen Bauernhof Arbeit und Unterkunft fand. Er lernte seine Ehefrau Helene kennen, deren Vater Mitbegründer des Vereins TSV Grün-Weiß Dankersen war. Nachdem er bereits beim Militär Feldhandball gespielt hatte, entschied er sich bei GWD seinem Hobby weiter nachzugehen. Er trainierte die Jugendmannschaften des Vereins und spielte als linker Läufer für die Herren-Mannschaft.
Im September 1956 wurde er bei einem Motorradunfall schwer verletzt und musste seine aktive Laufbahn beenden. Nach langer Zeit im Krankenhaus kehrte er 1958 als Trainer zurück und formte eine Mannschaft, die in den Folgejahren viermal Deutscher Vizemeister wurde: 1962, 1964 und 1965 auf dem Feld sowie ebenfalls 1965 in der Halle.

„Erich Klose hat GWD an die Spitze des deutschen Feldhandballs geführt und war der Wegbereiter der Goldenen Generation.“

1966 wechselte er zum Oberligisten VfL Bad Nenndorf, mit dem er die Qualifikation für die Bundesliga verpasste. Noch im November wurde er parallel Trainer des TuS Eintracht Minden in der Hallenhandball-Ostwestfalenliga. Nachdem Klose 1968 auch noch den Kreisligisten TuS Nettelstedt übernommen hatte, trennte sich Eintracht Minden im Februar 1969 von ihm. Mit Nettelstedt schaffte er den Durchmarsch bis in die zweithöchste Spielklasse – der Regionalliga. Außerdem wurde er zum fünften Mal deutscher Vizemeister. Im Finale der Deutschen Feldhandball-Meisterschaft 1975 verlor der TuS Nettelstedt mit 14:15 gegen die TSG Haßloch. Danach war er noch bei den Vereinen SC Herford und TuS Minderheide angestellt.
Klose war seit der Vereins-Neugründung am 21. Oktober 1945 Mitglied des TSV GWD Minden. Am 1. Dezember 2016 wurde er zum Ehrenmitglied ernannt.
Er verstarb am 20. Juli 2019 in Minden.